# Wings of Time
『Wings of Time』（ウィングズ・オブ・タイム）は、椎名へきるの11枚目のオリジナルアルバム。

## 解説
- 当初はSony Records独自のコピーガードを処理したバージョンでリリース（通称CCCD）されたが、翌・2005年7月27日にコピーガード機能を外した通常のCDで再発されている。
- 前作から1年1ヶ月ぶりとなる通算11枚目のオリジナルアルバム。引き続き木根尚登のプロデュースで前作から参加の木根、木村建、井上秋緒、三井ゆきこ、西脇辰弥、森雪之丞が参加。また4thアルバム『with a will』以来となる中山加奈子や、6thアルバム『Face to Face』以来の参加となる大坪稔明、勝又隆一が参加。今作で初参加となったのは伊東大和、酒井ミキオ、浅倉大介
- 27thシングル「PROUD OF YOU」、28thシングル「スタンバイ!」、29thシングル「Color」を収録、また「レヴェランス」も30thシングルとして先行して今作からシングルカットされた。
- なお「スタンバイ!」のカップリング曲「Rolling Lonely Diamond」（作詞：売野雅勇、作曲：木根尚登、編曲：酒井ミキオ）と、「レヴェランス」のカップリング曲「ファンタジア」（作詞：中山加奈子、作曲：木根尚登、編曲：西脇辰弥）は収録されていない。
- 今作は10曲中半分の5曲が椎名自身の作詞、うちシングルにもなった「Color」では椎名自身が8thアルバム『PRECIOUS GARDEN』以来となる作曲も手掛けている。

## 収録曲
| #         | タイトル             | 作詞       | 作曲       | 編曲               | 時間  |
| --------- | -------------------- | ---------- | ---------- | ------------------ | ----- |
| 1.        | 「Jumping Slash」    | 椎名へきる | 木村建     | 木村建             | 3:51  |
| 2.        | 「電撃ジャップ」     | 中山加奈子 | 伊東大和   | 木村建             | 3:53  |
| 3.        | 「青い人魚」         | 中山加奈子 | 酒井ミキオ | 酒井ミキオ         | 4:38  |
| 4.        | 「Color」            | 椎名へきる | 椎名へきる | 大坪稔明           | 4:49  |
| 5.        | 「レヴェランス」     | 井上秋緒   | 木根尚登   | 浅倉大介           | 4:24  |
| 6.        | 「Little by Little」 | 三井ゆきこ | 木根尚登   | 西脇辰弥           | 5:09  |
| 7.        | 「Always」           | 椎名へきる | 木根尚登   | 勝又隆一           | 4:01  |
| 8.        | 「Wings of Time」    | 椎名へきる | 溝口和彦   | 大坪稔明           | 3:36  |
| 9.        | 「スタンバイ!」      | 椎名へきる | 酒井ミキオ | 酒井ミキオ         | 4:25  |
| 10.       | 「PROUD OF YOU」     | 森雪之丞   | 木根尚登   | 松尾和博・川村ケン | 5:32  |
| 合計時間: | 合計時間:            | 合計時間:  | 合計時間:  | 合計時間:          | 44:18 |